# Lijst van voetbalinterlands Malawi - Zimbabwe
Deze lijst van voetbalinterlands is een overzicht van alle officiële voetbalwedstrijden tussen de nationale teams van Malawi en Zimbabwe. De landen hebben tot op heden 61 keer tegen elkaar gespeeld. De eerste ontmoeting, een vriendschappelijke wedstrijd, vond plaats op 12 november 1967 ergens in toenmalig Rhodesië. Het laatste duel, een groepswedstrijd tijdens de Afrika Cup 2021, werd gespeeld in Bafoussam (Kameroen) op 14 januari 2022.

## Wedstrijden
| №  | Plaats         | Datum             | Competitie                          | Wedstrijd         | Uitslag |
| -- | -------------- | ----------------- | ----------------------------------- | ----------------- | ------- |
| 1  | ?              | 12 november 1967  | Vriendschappelijk                   | Rhodesië − Malawi | 1 − 0   |
| 2  | Zomba          | 1 februari 1969   | Vriendschappelijk                   | Malawi − Rhodesië | 2 − 2   |
| 3  | Zomba          | 2 februari 1969   | Vriendschappelijk                   | Malawi − Rhodesië | 0 − 1   |
| 4  | Salisbury      | 8 februari 1969   | Vriendschappelijk                   | Rhodesië − Malawi | 4 − 0   |
| 5  | Salisbury      | 9 februari 1969   | Vriendschappelijk                   | Rhodesië − Malawi | 1 − 1   |
| 6  | ?              | 1 december 1969   | Vriendschappelijk                   | Malawi − Rhodesië | 2 − 2   |
| 7  | Blantyre       | 6 juli 1980       | Vriendschappelijk                   | Malawi − Zimbabwe | 1 − 1   |
| 8  | Blantyre       | 26 oktober 1980   | Afrika Cup 1982 kwalificatie        | Malawi − Zimbabwe | 0 − 1   |
| 9  | Salisbury      | 9 november 1980   | Afrika Cup 1982 kwalificatie        | Zimbabwe − Malawi | 1 − 1   |
| 10 | Bulawayo       | 20 april 1981     | Vriendschappelijk                   | Zimbabwe − Malawi | 4 − 0   |
| 11 | Blantyre       | 10 juli 1981      | Vriendschappelijk                   | Malawi − Zimbabwe | 2 − 0   |
| 12 | Mbabane        | 4 september 1981  | Vriendschappelijk                   | Zimbabwe − Malawi | 1 − 2   |
| 13 | Lilongwe       | 12 september 1982 | Afrika Cup 1984 kwalificatie        | Malawi − Zimbabwe | 2 − 0   |
| 14 | Harare         | 3 oktober 1982    | Afrika Cup 1984 kwalificatie        | Zimbabwe − Malawi | 0 − 2   |
| 15 | Kampala        | 16 november 1982  | CECAFA Cup 1982                     | Zimbabwe − Malawi | 1 − 1   |
| 16 | Mombassa       | 13 november 1983  | CECAFA Cup 1983                     | Zimbabwe − Malawi | 1 − 0   |
| 17 | Lilongwe       | 17 november 1984  | Vriendschappelijk                   | Malawi − Zimbabwe | 3 − 0   |
| 18 | Blantyre       | 19 november 1984  | Vriendschappelijk                   | Malawi − Zimbabwe | 1 − 0   |
| 19 | Harare         | 2 mei 1985        | Vriendschappelijk                   | Zimbabwe − Malawi | 1 − 3   |
| 20 | Bulawayo       | 10 oktober 1985   | CECAFA Cup 1985                     | Zimbabwe − Malawi | 0 − 1   |
| 21 | Lilongwe       | 19 juli 1986      | Afrikaanse Spelen 1987 kwalificatie | Malawi − Zimbabwe | 1 − 1   |
| 22 | Bulawayo       | 3 augustus 1986   | Afrikaanse Spelen 1987 kwalificatie | Zimbabwe − Malawi | 2 − 4   |
| 23 | Lilongwe       | 13 juni 1987      | Vriendschappelijk                   | Malawi − Zimbabwe | 1 − 4   |
| 24 | Blantyre       | 14 juni 1987      | Vriendschappelijk                   | Malawi − Zimbabwe | 2 − 1   |
| 25 | Addis Abeba    | 13 december 1987  | CECAFA Cup 1987                     | Zimbabwe − Malawi | 1 − 1   |
| 26 | Lilongwe       | 16 november 1988  | CECAFA Cup 1988                     | Malawi − Zimbabwe | 2 − 0   |
| 27 | Zanzibar       | 9 december 1990   | CECAFA Cup 1990                     | Malawi − Zimbabwe | 0 − 0   |
| 28 | Harare         | 14 april 1991     | Afrika Cup 1992 kwalificatie        | Zimbabwe − Malawi | 4 − 0   |
| 29 | Lilongwe       | [27 juli 1991     | Afrika Cup 1992 kwalificatie        | Malawi − Zimbabwe | 2 − 2   |
| 30 | Blantyre       | 6 juli 1992       | Vriendschappelijk                   | Malawi − Zimbabwe | 0 − 0   |
| 31 | Blantyre       | 8 juli 1992       | Vriendschappelijk                   | Malawi − Zimbabwe | 0 − 0   |
| 32 | Blantyre       | 10 juli 1992      | Vriendschappelijk                   | Malawi − Zimbabwe | 1 − 0   |
| 33 | Lilongwe       | 15 oktober 1994   | Afrika Cup 1996 kwalificatie        | Malawi − Zimbabwe | 3 − 1   |
| 34 | Harare         | 23 april 1995     | Afrika Cup 1996 kwalificatie        | Zimbabwe − Malawi | 1 − 1   |
| 35 | Blantyre       | 3 januari 1998    | Vriendschappelijk                   | Malawi − Zimbabwe | 1 − 0   |
| 36 | Lilongwe       | 4 januari 1998    | Vriendschappelijk                   | Malawi − Zimbabwe | 0 − 2   |
| 37 | Blantyre       | 18 juli 1998      | Vriendschappelijk                   | Malawi − Zimbabwe | 1 − 0   |
| 38 | Lilongwe       | 20 juli 1998      | Vriendschappelijk                   | Malawi − Zimbabwe | 0 − 0   |
| 39 | Bulawayo       | 23 januari 1999   | Vriendschappelijk                   | Zimbabwe − Malawi | 3 − 0   |
| 40 | Harare         | 24 januari 1999   | Vriendschappelijk                   | Zimbabwe − Malawi | 1 − 0   |
| 41 | Harare         | 11 maart 2001     | WK 2002 kwalificatie                | Zimbabwe − Malawi | 2 − 0   |
| 42 | Blantyre       | 28 juli 2001      | WK 2002 kwalificatie                | Malawi − Zimbabwe | 0 − 1   |
| 43 | Blantyre       | 25 augustus 2001  | COSAFA Cup 2001                     | Malawi − Zimbabwe | 0 − 2   |
| 44 | Blantyre       | 7 juli 2002       | Vriendschappelijk                   | Malawi − Zimbabwe | 3 − 2   |
| 45 | Lilongwe       | 8 juli 2002       | Vriendschappelijk                   | Malawi − Zimbabwe | 2 − 2   |
| 46 | Harare         | 16 maart 2003     | Vriendschappelijk                   | Zimbabwe − Malawi | 0 − 0   |
| 47 | Blantyre       | 27 september 2003 | COSAFA Cup 2003                     | Malawi − Zimbabwe | 1 − 2   |
| 48 | Harare         | 5 oktober 2003    | COSAFA Cup 2003                     | Zimbabwe − Malawi | 2 − 0   |
| 49 | Blantyre       | 27 februari 2005  | Vriendschappelijk                   | Malawi − Zimbabwe | 2 − 1   |
| 50 | Maputo         | 24 juni 2006      | Vriendschappelijk                   | Malawi − Zimbabwe | 1 − 1   |
| 51 | Blantyre       | 7 oktober 2006    | Afrika Cup 2008 kwalificatie        | Malawi − Zimbabwe | 1 − 0   |
| 52 | Bulawayo       | 9 september 2007  | Afrika Cup 2008 kwalificatie        | Zimbabwe − Malawi | 3 − 1   |
| 53 | Harare         | 3 maart 2010      | Vriendschappelijk                   | Zimbabwe − Malawi | 2 − 1   |
| 54 | Blantyre       | 25 mei 2013       | Vriendschappelijk                   | Malawi − Zimbabwe | 1 − 1   |
| 55 | Lusaka         | 13 juli 2013      | COSAFA Cup 2013                     | Zimbabwe − Malawi | 1 − 1   |
| 56 | Blantyre       | 5 maart 2014      | Vriendschappelijk                   | Malawi − Zimbabwe | 1 − 4   |
| 57 | Blantyre       | 13 juni 2015      | Afrika Cup 2017 kwalificatie        | Malawi − Zimbabwe | 1 − 2   |
| 58 | Harare         | 5 juni 2016       | Afrika Cup 2017 kwalificatie        | Zimbabwe − Malawi | 3 − 0   |
| 59 | Blantyre       | 11 oktober 2020   | Vriendschappelijk                   | Malawi − Zimbabwe | 0 − 0   |
| 60 | Port Elizabeth | 9 juli 2021       | COSAFA Cup 2021                     | Malawi − Zimbabwe | 2 − 2   |
| 61 | Bafoussam      | 14 januari 2022   | Afrika Cup 2021                     | Malawi − Zimbabwe | 2 − 1   |

## Samenvatting
| Competitie                     | Totaal gespeeld | Winst Malawi | Gelijk | Winst Zimbabwe | Doelsaldo Malawi – Zimbabwe |
| ------------------------------ | --------------- | ------------ | ------ | -------------- | --------------------------- |
| WK-kwalificatie                | 2               | 0            | 0      | 2              | 0 − 3                       |
| Afrika Cup                     | 1               | 1            | 0      | 0              | 2 − 1                       |
| Afrika Cup-kwalificatie        | 12              | 4            | 3      | 5              | 14 − 18                     |
| COSAFA Cup                     | 5               | 0            | 2      | 3              | 4 − 9                       |
| CECAFA Cup                     | 6               | 2            | 3      | 1              | 5 − 3                       |
| Afrikaanse Spelen-kwalificatie | 2               | 1            | 1      | 0              | 5 − 3                       |
| Vriendschappelijk              | 33              | 11           | 12     | 10             | 34 − 42                     |
| Totaal                         | 61              | 19           | 21     | 21             | 64 − 79                     |

FAM · 
Bondscoaches · 
Topscorers · 
Malawisch vrouwenelftal
1962 - 1969 · 
1970 - 1979 · 
1980 - 1989 · 
1990 - 1999 · 
2000 – 2009 · 
2010 – 2019 ·
2020 − 2029
Algerije ·
Angola ·
Bangladesh ·
Benin ·
Botswana ·
Burkina Faso ·
Burundi ·
Comoren ·
Congo-Brazzaville ·
Congo-Kinshasa ·
Djibouti ·
Egypte ·
Equatoriaal-Guinea ·
Eritrea ·
Ethiopië ·
Gabon ·
Ghana ·
Guinee ·
Ivoorkust ·
Jemen ·
Kameroen ·
Kenia ·
Lesotho ·
Liberia ·
Libië ·
Madagaskar ·
Mali ·
Marokko ·
Mauritius ·
Mozambique ·
Namibië ·
Nigeria ·
Oeganda ·
Rwanda ·
Sao Tomé en Principe ·
Senegal ·
Seychellen ·
Sierra Leone ·
Soedan ·
Somalië ·
Swaziland ·
Tanzania ·
Togo ·
Tsjaad ·
Tunesië ·
Zambia ·
Zimbabwe ·
Zuid-Afrika ·
Zuid-Soedan
ZFA ·
Bondscoaches ·
Selecties · 
Topscorers · 
Zimbabwaans vrouwenelftal
1980 – 1989 · 
1990 – 1999 · 
2000 – 2009 · 
2010 – 2019 ·
2020 − 2029
1980 · 
1981 · 
1982 · 
1983 · 
1984 · 
1985 · 
1986 · 
1987 · 
1988 · 
1989 · 
1990 · 
1991 · 
1992 · 
1993 · 
1994 · 
1995 · 
1996 · 
1997 · 
1998 · 
1999 · 
2000 · 
2001 · 
2002 · 
2003 · 
2004 · 
2005 · 
2006 · 
2007 · 
2008 · 
2009 · 
2010 · 
2011 · 
2012 · 
2013 · 
2014 ·
2015 ·
2016 ·
2017 ·
2018 · 
2019 ·
2020 ·
2021 ·
2022 ·
2023
Algerije ·
Angola ·
Australië ·
Bahrein ·
Benin ·
Bosnië en Herzegovina · 
Botswana ·
Brazilië · 
Burkina Faso ·
Burundi ·
Centraal-Afrikaanse Republiek ·
China ·
Comoren ·
Congo-Brazzaville ·
Congo-Kinshasa ·
Djibouti ·
Egypte ·
Eritrea ·
Ethiopië ·
Gabon ·
Ghana ·
Guinee ·
Indonesië ·
Ivoorkust ·
Jordanië ·
Kaapverdië ·
Kameroen ·
Kenia ·
Koeweit ·
Lesotho ·
Liberia ·
Libië ·
Madagaskar ·
Malawi ·
Mali ·
Marokko ·
Mauritanië ·
Mauritius ·
Mozambique ·
Namibië ·
Nigeria ·
Oeganda ·
Oman ·
Rwanda ·
Qatar ·
Saoedi-Arabië ·
Senegal ·
Seychellen ·
Soedan ·
Somalië ·
Swaziland ·
Tanzania ·
Togo ·
Tunesië ·
Vietnam ·
Zaïre ·
Zambia ·
Zuid-Afrika · 
Zwitserland